# Spekholzerheide
Spekholzerheide (Limburgs: Sjpekhei) is een voormalig dorp en huidige wijk in de Nederlandse gemeente Kerkrade, Limburg.

## Geschiedenis

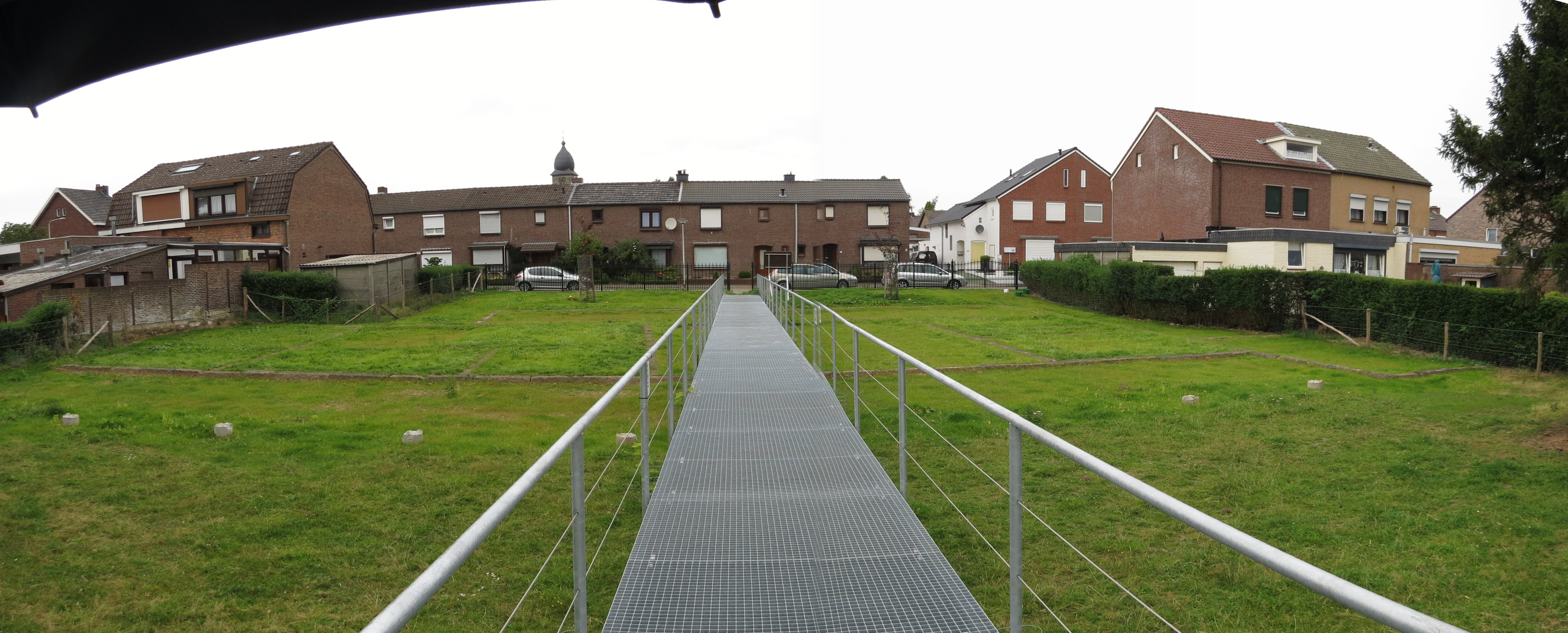
De fundamenten van de Romeinse villa rustica aan de Krichelstraat

Vanwege de geografische ligging en de vruchtbare grond heeft Kerkrade een rijk Romeins verleden. In die tijd hebben verschillende boeren zich hier gevestigd. Deze boeren bouwden boerderijen in een stijl die ze van de Romeinen hadden afgekeken, bijvoorbeeld met een zuilengalerij ervoor en met daken die men ook nu nog in zuidelijke landen ziet. Een voorbeeld van een dergelijke boerderij, een villa rustica, is opgegraven aan de Krichelstraat (wijk Kaalheide): de Romeinse villa Kaalheide.
De eerste schriftelijke vermelding dateert van 1106 als Speckhusen en iets later als Specholz. Latere aanduidingen waren onder de namen Specholtz (1170-1180), Spekholt (1212), Spekholtserheide (1883) en rond 1903 onder de huidige naam. Oud-Nederlands spekholt betekent 'zacht hout, spint'.
Het dorp ontwikkelde zich eerst in de 18e eeuw langs de weg van Kerkrade naar Simpelveld. Van belang voor de ontwikkeling van het dorp is de aanleg van de steenkoolmijn Willem-Sophia (1899-1902). Deze mijn is tot 1970 in werking geweest. Vanaf 1924 werd de Spoorlijn Schaesberg - Simpelveld aangelegd, welke in 1934 voor goederenvervoer -met name ten behoeve van de mijnen- werd geopend. In 1949 kwam aan deze lijn Station Spekholzerheide voor personenvervoer gereed, maar in 1988 sloot dit station, om vanaf 1995 beperkt in gebruik te zijn voor een toeristentrein. Ten zuiden van Spekholzerheide ligt het restant van de Steenberg Willem-Sophia waar afvalstenen van de steenkolenmijn Willem-Sophia werden gestort.
Vanaf de jaren '20 van de 20e eeuw verstedelijkte het dorp en werden wijken gebouwd als Heilust, Kaalheide, Gracht, en ook Terwinselen werd vastgebouwd aan Spekholzerheide.

## Bezienswaardigheden

### Kerken
- De Sint-Martinuskerk, van 1850.
- De Sint-Jozefkerk in Kaalheide
- De Nieuw-Apostolische kerk, Kaalheidersteenweg 150 in Kaalheide
- De Onze-Lieve-Vrouw van Lourdeskerk (voormalig) in Gracht
- De Onze-Lieve-Vrouw van Altijddurende Bijstandkerk in de wijk Heilust
- De Onze-Lieve-Vrouw-Onbevlekt-Ontvangenkerk in de wijk Terwinselen
- De Mariakapel, aan Kleingraverstraat tegenover 171, is een bakstenen, betreedbare kapel van 1937.
- Het Heilig Hartbeeld, van 1917.

### Boerderijen
- Hoeve Schifferheide aan Schifferheidestraat 1, voor het eerst vermeld in 1476. Huidige vierkantshoeve is van begin 19e eeuw, maar de kelder, met bakstenen tongewelf, is ouder.
- Crombacherhof, aan Crombacherstraat 28-32, is een 19e-eeuwse hoeve met vijfhoekige binnenplaats.
- Hoeve Vauputs, aan Vauputsweg 171, gesloten hoeve van 1844.
- Locht 30 is een 18e-eeuwse hoeve met nog enig vakwerk.
- Locht 103 is van 1842.

## Economie
Het Bedrijventerrein Spekholzerheide, van 44 hectare, met Euregiopark, van 5 hectare, is een gemengd bedrijventerrein, ten westen van Spekholzerheide. Ten zuiden van Spekholzerheide ligt het 34 hectare grote bedrijventerrein Willem Sophia, vernoemd naar de voormalige steenkoolmijn Willem-Sophia, die hier ooit lag. Ten noorden van de plaats ligt het bedrijventerrein Dentgenbach, van 115 hectare.

## Natuur en landschap
Het dorp ligt op het Plateau van Spekholzerheide dat zijn naam aan het dorp heeft ontleend, op een hoogte van ongeveer 160 meter. In het noorden sluit de kom aan bij de Wilhelminaberg, de bewaard gebleven terril van de Staatsmijn Wilhelmina. Verder kan de Crombacherbeek genoemd worden, die de grensrivier met Duitsland vormt. Het gehele gebied rond Spekholzerheide is verstedelijkt, maar het aangrenzende Duitsland is landelijk gebleven.

## Sport
- Voetbalclub Juliana (opgegaan in Rapid JC) kwam uit Spekholzerheide.

## Geboren
- Wiel Kusters (1 juni 1947), dichter, hoogleraar letterkunde

## Nabijgelegen kernen
Simpelveld, Horbach, Kerkrade, Heerlen (Heerlerbaan), Schaesberg
Bleijerheide · Chevremont · Eygelshoven · Gracht · Haanrade · Ham · Heilust · Holz · Hopel · Kaalheide · Kaffeberg · Kerkrade-Centrum · Locht · Mucherveld · Nulland · Rolduckerveld · Spekholzerheide · Terwinselen · Vink · Waubacherveld

Limburg: Steden en dorpen      Nederland: Provincies · Gemeenten